# Postilhão de Apolo
O Postilhão de Apolo é uma compilação de textos poéticos de vários autores da época barroca, editados por José Ângelo de Morais (sob o anagrama José Maregelo de Osan), em dois volumes, (Ecos… I e Ecos… II), em 1761 e 1762, respectivamente, com o longo e barroco título de:
- Ecos que o Clarim da Fama Dá: Postilhão de Apolo montado no pégaso, girando o universo para divulgar ao orbe literário as peregrinas flores da poesia portuguesa, com que vistosamente se esmaltam os jardins das Musas do Parnaso. Academia universal, em a qual se recolhem os cristais mais puros, que os famigerados engenhos lusitanos beberam na fonte de Hipocrene, Helicona e Aganipe.  Lisboa, Officina de Francisco Borges de Souza, t. I, 1761; t. II 1762.

Colaboraram no cancioneiro Jerónimo Baía, Soror Violante do Céu, António da Fonseca Soares (Frei António das Chagas), D. Tomás de Noronha, Diogo Camacho e António Barbosa Bacelar, que haviam igualmente colaborado na Fénix Renascida, e ainda Eusébio de Matos, Bernardo Vieira Ravasco, Francisco Rodrigues Lobo e D. Francisco Xavier de Meneses, entre outros.
A compilação conta com 142 poemas, setenta e dois dos quais são retirados da Fénix Renascida, perdendo desta forma em originalidade e novidade.
Os poemas, de variados estilos tais como sonetos,  romances, odes, madrigais e elegias afloram abudante temática, desde a mais jocosa até à mais grave, onde a influência de Gôngora se atenua gradualmente.
O Postilhão de Apolo anda geralmente associado à compilação da mesma época denominada a Fénix Renascida.